# Anisopappus athanasioides
Anisopappus athanasioides es una especie de planta floral perteneciente al género Anisopappus, categorizada en la tribu Athroismeae, de la subfamilia Asteroideae. Fue descrita por Paiva & S.Ortiz.
Fue publicada en Bot. J. Linn. Soc. 117: 40 (1995). Especie nativa de Angola que crece en el bioma tropical.